# 91丁目駅 (IRTブロードウェイ-7番街線)
91丁目駅（91ちょうめえき、英語: 91st Street）は、ニューヨーク市地下鉄IRTブロードウェイ-7番街線の廃駅である。マンハッタン区アッパー・ウェスト・サイドのブロードウェイと西91丁目の交差点に位置し、1904年10月27日に開業、1959年2月2日に廃止された。

## 歴史
駅は1904年10月27日、マンハッタン本線（現在のIRTレキシントン・アベニュー線とIRTブロードウェイ-7番街線）のシティ・ホール駅 - 145丁目駅間が開通した際に開業した。当駅は両隣が西96丁目の96丁目駅と西86丁目の86丁目駅で駅間が10ブロック離れることを避けるために設置された。
1940年代後半、ブロードウェイ-7番街線103丁目駅 - 238丁目駅間でホーム有効長を1両辺り51.4フィート（15.7メートル）の車両10両編成対応の514フィート（157メートル）に延長する工事が行われた。以前は6両編成までの対応であり、延長工事は1948年までに段階的に行われた。1950年代後半にはラッシュ時のサービスを変更し、96丁目駅より北側において各駅停車がブロードウェイ-7番街線経由でヴァン・コートラント・パーク-242丁目駅へ、急行列車がレノックス・アベニュー線へ分岐し同線145丁目駅へ、あるいは135丁目駅よりホワイト・プレーンズ・ロード線へ乗り入れブロンクス区内へ向かうようにすることにより、96丁目駅北側のレノックス・アベニュー線との分岐点においての列車の振り分け作業を無くすことが計画された。このサービスは1959年2月6日より導入され、ブロードウェイ-7番街線各駅停車は全列車ヴァン・コートラント・パーク-242丁目駅方面に、急行列車は全列車レノックス・アベニュー線方面に向かうことになり列車の振り分けは終了した。
しかし、このサービス変更にあたっては5両もしくは6両編成までにしか対応していない103丁目駅 - タイムズ・スクエア-42丁目駅間の各駅のホーム有効長の延長を行う必要があった。1958年までに緩行線停車駅の延長工事は終了したが、急行停車駅である72丁目駅と96丁目駅の延長工事は問題が多く難航した。72丁目駅は単純な配線変更のみで済んだが、96丁目駅は緩行線および外壁を移動させる必要があった。96丁目駅では南側にホームが延長され西94丁目と西93丁目の間に新しい改札口と出入口が設置された。また、南隣の86丁目駅はホームを西87丁目、つまり北側へ延長したため、当駅は両隣の駅との距離が短くなりすぎホームの延長を行えなかった。このため1959年2月2日に当駅は廃止された。

## 駅構造
| G          | -                    | 地上階                        |
| P ホーム階 | 相対式ホーム、廃止。 | 相対式ホーム、廃止。          |
| P ホーム階 | 北行緩行線           | ← 通過 ← 深夜帯：通過         |
| P ホーム階 | 北行急行線           | ← 深夜帯以外：通過 ← 通過     |
| P ホーム階 | 南行急行線           | → 深夜帯以外：通過 → → 通過 → |
| P ホーム階 | 南行緩行線           | → 通過 → → 深夜帯：通過 →     |
| P ホーム階 | 相対式ホーム、廃止。 |                               |

駅は相対式ホーム2面と緩行線2線・急行線2線を有した2面4線の地下駅であった。なお、廃止後も駅ホームは撤去されておらず86丁目駅 - 96丁目駅間を走行する列車の車内からホームを見ることができる。